# 川村車站 (熊本縣)
川村站（日语：／ Kawamura eki */?）是位於熊本縣球磨郡相良村大字柳瀨，屬於球磨川鐵道湯前線的車站。

## 車站構造
本站為岸式1面1線的車站，可供4節車廂停靠。雖然是無人站，但月台上設有候車室和公共電話。

## 車站周邊
田園地帶、為村莊與商店集中的所在。北邊約200公尺的道路上有產交巴士的川村站入口公車站。本站東側有川邊川和球磨川匯流。
- 十島菅原神社
- 專德寺
- CHISAN COUNTRY CLUB 人吉高爾夫球場（チサンカントリークラブ人吉ゴルフ場）
- 球磨川
- 川邊川

## 歷史
- 1953年（昭和28年）7月15日　設立。
- 1987年（昭和62年）4月1日 - 國鐵分割民營化後成為九州旅客鐵道（JR九州）轄下的車站。
- 1989年（平成元年）10月1日 - 湯前線交由球磨川鐵道營運。
- 2009年（平成21年）4月1日 - 副站名定為「ラフティングストーンズ川村」（Rafting Stones 川村）。

## 相鄰車站
球磨川鐵道
湯前線
相良藩願成寺－川村－肥後西村

## 關連項目
- 日本鐵路車站列表

## 外部連結
- 球磨川鐵道各站資訊 （页面存档备份，存于）（日語）